# Felício Falci
Felício Falci (Juiz de Fora,  – 30 de setembro de 2009) foi um médico brasileiro.
Foi eleito membro honorário da Academia Nacional de Medicina em 1994.